# Томихин, Евгений Юрьевич
Евге́ний Ю́рьевич Томи́хин (род. 4 февраля 1966) — российский дипломат. Чрезвычайный и полномочный посол (2023).

## Биография
Окончил Восточный факультет Ленинградского государственного университета (1989). На дипломатической работе с 1990 года. Владеет китайским и английским языками.
В 2007—2009 годах — заместитель директора Первого департамента Азии МИД России.
В 2009—2016 годах — советник-посланник Посольства России в Китайской Народной Республике.
В 2016—2018 годах — посол по особым поручениям МИД России.
С 2 ноября 2018 года — чрезвычайный и полномочный посол России в Таиланде и постоянный представитель при ЭСКАТО в Бангкоке по совместительству.

## Дипломатический ранг
- Чрезвычайный и полномочный посланник 2 класса (25 июля 2011)[2].
- Чрезвычайный и полномочный посланник 1 класса (11 июня 2018)[3].
- Чрезвычайный и полномочный посол (2 октября 2023)[4].

## Награды
- Медаль ордена «За заслуги перед Отечеством» II степени (9 апреля 2007) — За активное участие в подготовке и проведении Года России в Китае в 2006 году[5].
- Благодарность президента Российской Федерации (23 мая 2002) — За большой вклад в укрепление и развитие российско-китайских международных отношений[6].
- Почётная грамота Правительства Российской Федерации (6 апреля 2009) — за большой вклад в подготовку и проведение Года Российской Федерации в Китайской Народной Республике и Года Китайской Народной Республики в Российской Федерации[7].

## Семья
Женат, имеет троих сыновей.